# Al-Karama (Partei)
Al-Karama (arabisch für „die Würde“; offiziell arabisch ائتلاف الكرامة, DMG Iʾtilāf al-Karāma, französisch Coalition de la dignité, deutsch Koalition der Würde) ist eine rechtsextreme islamistische Partei in Tunesien, die im Vorfeld der Präsidentschaftswahl in Tunesien 2019 gegründet wurde.

## Geschichte
Die Gründung einer neuen Partei im islamistischen Lager im Januar 2019 war eine Reaktion auf die Entscheidung der Ennahda als muslimisch-demokratische Partei, den militanten Islamismus aufzugeben.
Der Präsident der Partei, Seifeddine Makhlouf, der als Verteidiger mutmaßlicher Salafisten bekannt ist, nahm an der Präsidentschaftswahl in Tunesien 2019 teil, wobei er in der ersten Runde 4,37 Prozent erreichte. Damit verpasste er den Einzug in die Stichwahl deutlich. Bei der kurz darauf stattfindenden Parlamentswahl in Tunesien 2019 erreichte die Partei 21 Mandate bei 5,94 Prozent Stimmenanteil. Nach der Parlamentswahl zeigte sich die Partei grundsätzlich offen für eine Koalition mit der Ennahda, lehnte jedoch Gespräche mit der säkular geprägten Partei Qalb Tounes ab.

## Politische Positionen

### Islamismus
Al Karama befürwortet die Aufnahme der Scharia in die Verfassung der Republik Tunesien und lehnt die Gleichstellung von Mann und Frau im Erbschaftsrecht ab. Darüber hinaus befürwortet sie die Todesstrafe, wo es in Tunesien einen Hinrichtungsstopp gibt. Außerdem spricht sich Al Karama gegen jegliche Legalisierung von Homosexualität im Strafrecht aus.
In der Partei sammeln sich Personen aus Kreisen der Ärzte, Anwälte, Professoren, Autoren, Prediger, Journalisten und Blogger sowie Islamisten aus der ehemaligen heute aufgelösten Ligue de protection de la révolution (deutsch Liga zum Schutz der Revolution).

### Frankreich- und Imperialismuspolitik
Seifeddine Makhlouf ist bekannt für seine Frankophobie und besonders virulenten Äußerungen über Frankreich, das er als Tunesien besetzend und sein Vermögen stehlend bezeichnete. Er fordert eine Entschuldigung für 70 Jahre schmerzhafte Kolonialisierung durch das ehemalige Mutterland Tunesiens. Darüber hinaus versprach er, im Falle seiner Wahl die französisch-tunesischen Abkommen aufzukündigen. Er lehnt den Gebrauch der französischen Sprache in Tunesien ab. Kurz nach der Parlamentswahl erklärte der Präsident der Partei am 10. Oktober 2019 jedoch im Gegensatz dazu in einer Konferenz, dass Frankreich das wichtigste Land für Tunesien sei, und leugnete außerdem, angekündigt zu haben, die diplomatischen Beziehungen mit Frankreich abbrechen zu wollen.

## Wählerschaft
Der tunesische Islamismusexperte Zied Krichene, Gründer der Zeitung al-Maghreb, erklärte den Erfolg von Al Karama mit der gemäßigteren inhaltlichen Neuaufstellung der Ennahda nach der Revolution in Tunesien 2010/2011 und der Ausrichtung von Al Karama auf einen dschihadistischen Islamismus mit einem völlig hemmungslosen Führer in Form von Seifeddine Makhlouf. Damit erreiche die Partei vor allem ehemalige Wähler der Ennahda und die Jugend.